# 仲尾次オスカル
仲尾次・オスカル・正樹（なかおし オスカル まさき、Nakaoshi Oscar Masaki、1991年3月28日 - ）は、ブラジル・サンパウロ州サンパウロ出身のプロ野球選手（投手）。左投左打。

## 経歴

### プロ入り前
1998年にサンパウロ市内のジガンテ野球クラブへ入団したことを機に、野球を本格的にスタート。2004年には、ヤクルト野球アカデミーに入学した。
カントリーキッズ高校卒業後の2008年に白鷗大学へ進学。1年春から登板し、大学選手権2回戦で先発するも優勝する法政大に敗れる。2年春に6勝で最多勝、MVP、新人賞、ベストナインの活躍で大学選手権では1回戦で菅野智之（東海大）と先発で投げ合うも8回コールド負け、3年秋は最優秀防御率、4年秋は最多勝を獲得。2年からは岡島豪郎とバッテリーを組み、在学中は、関甲新学生野球のリーグ戦通算で59試合に登板すると、28勝13敗、防御率2.33という成績を残した。
日本国内にある白鷗大学に通算で3年間在籍したことによって、NPBにおける外国人枠の例外規定で日本人選手と同じ扱いを受けられることから、4年時の秋に日本学生野球協会へプロ志望届を提出したが、同年のドラフト会議では指名漏れとなった。
大学卒業直前に開かれた第3回ワールド・ベースボール・クラシック（WBC）には、母国のブラジル代表として出場し、パナマ代表を予選ラウンドで2度破り、本大会へ進出した。本大会では、1次ラウンドの対日本代表戦で、1点リードの7回から登板。1イニング目を三者凡退に抑えたものの、2イニング目の8回一死二塁から代打の井端弘和に同点打を打たれて降板し、後続の投手が逆転を許したため黒星を喫した。
大学卒業後は本田技研工業へ入社して狭山野球部へ加入すると、直後のJABA東京スポニチ大会でチームの優勝に貢献するとともに新人賞を受賞。その後の対外試合には、主に救援で起用された。都市対抗野球では2、3年目に救援で登板している。3年目には、JABA関東選抜リーグ優秀投手賞を受賞。在籍中の登録名は「オスカル」、同年の日本選手権では2回戦のパナソニック戦で救援すると勝利投手となって、準決勝も救援無失点で繋ぐと石橋良太の活躍もあって準優勝に貢献。
2015年10月22日に行われたドラフト会議では、広島東洋カープから6位指名を受け、契約金3000万円、年俸800万円（金額は推定）という条件で入団した。背番号は57で、入団当初の登録名は「仲尾次オスカル」。同年は、同じHondaから、石橋良太が東北楽天ゴールデンイーグルスから5位指名を、阿部寿樹が中日ドラゴンズから5位指名を受けた。

### 広島時代
2016年は、同期入団の横山弘樹と共に、レギュラーシーズンの開幕を一軍でスタート。横浜DeNAベイスターズとの開幕3連戦（MAZDA Zoom-Zoom スタジアム広島）では、3月25日の第1戦で一軍公式戦初登板、27日の第3戦でこの年のNPB新人選手としての初勝利を記録した。3月29日から登録名を「オスカル」に変更。一軍公式戦は23試合に登板し、防御率6.35ながら2勝と1ホールドを挙げた。
2017年は、ウエスタン・リーグ公式戦37試合に登板。1勝4敗6セーブ、防御率3.05を記録したが、一軍公式戦への登板はわずか2試合にとどまった。シーズン終了後の秋季練習以降は、オーバースローだった投球フォームをサイドスローに変更している。
2018年は、ウエスタン・リーグ公式戦15試合の登板で2勝1敗、防御率3.94を記録したが、一軍公式戦への登板機会はなかった。10月28日に球団から戦力外通告を受けたが、NPB他球団での現役続行を希望していたことから、11月14日に12球団合同トライアウト（タマホームスタジアム筑後）へ参加。対戦した3人の打者を全て凡退させた。12月2日付で、NPBから自由契約選手として公示された。トライアウトの後には独立リーグ数球団から獲得のオファーを受けたものの、本人がアマチュア復帰を希望したため全て固辞した。

### 広島退団後
2019年からは、新日鐵住金かずさマジック→日本製鉄かずさマジックの投手として社会人野球に復帰している（所属は高田工業所）。
2022年秋には第5回WBC予選のブラジル代表に選出。敗者復活戦の最終戦で敗れたものの、4試合中3試合に登板した。
同年10月24日、千葉県君津市で行われたオーストラリアン・ベースボールリーグ (ABL) のオークランド・トゥアタラ（ニュージーランド球団）のトライアウトに参加。前述のWBC予選・ニュージーランド戦での投球も踏まえて合格となり、冬は同チームでプレーした。
トゥアタラがABLを脱退した2023年冬からはアデレード・ジャイアンツに所属を移し、プレーを継続している。
日本国内においては2025年よりエナジック硬式野球部でプレー。

## 人物・選手としての特徴

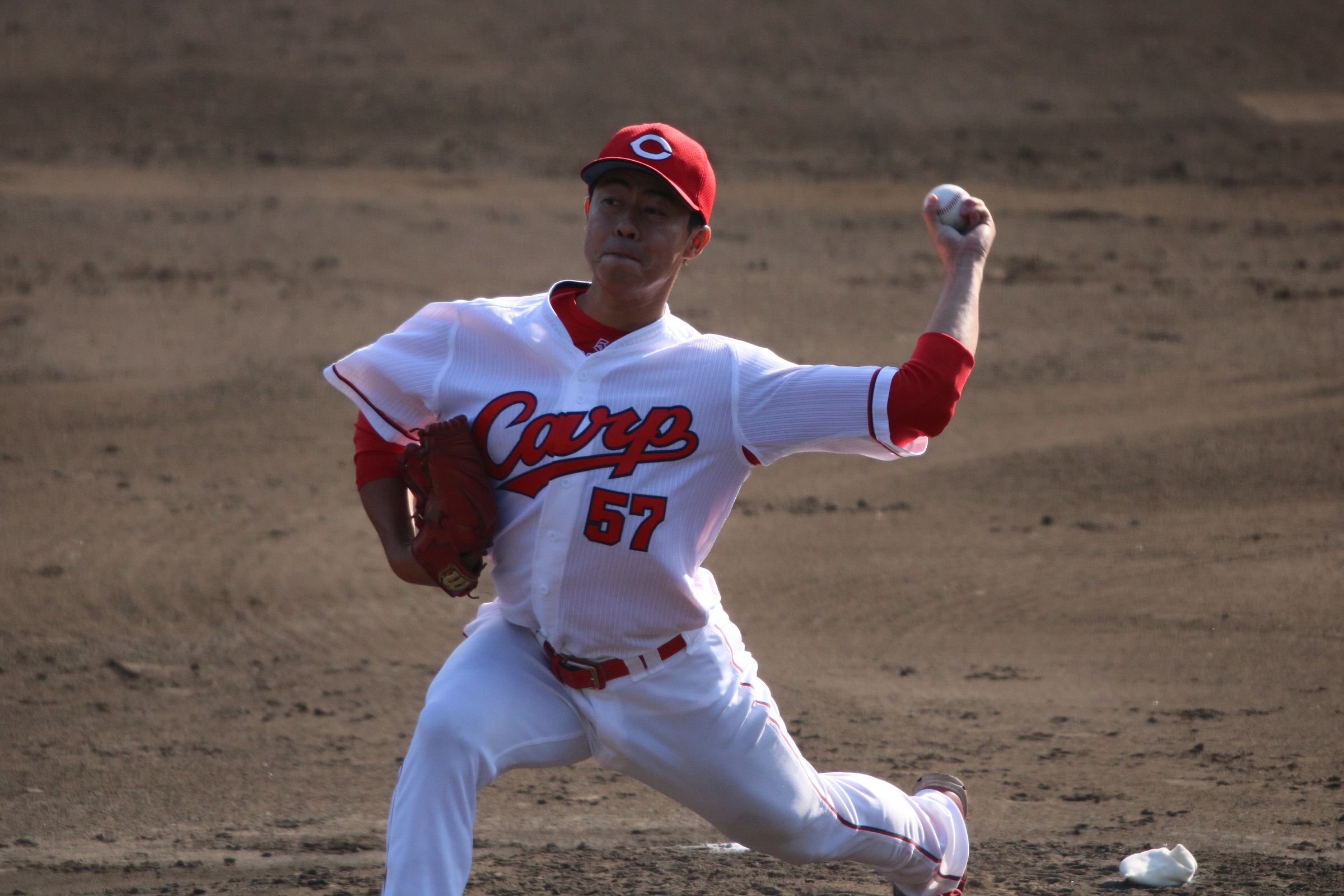
サイドスローで投げるオスカル(広島時代の2017年11月9日 天福球場)

最速140km/h超のストレートが武器。投球フォームは元々オーバースローで、広島時代の2017年シーズン終了後からサイドスローに転向した。一軍公式戦への登板機会を増やすことを狙った転向だったが、転向後は登板の機会がないまま退団した。社会人野球に復帰してからはオーバースローに戻している。
両親とも沖縄出身の日本人だが、オスカル自身は「日本語があまりうまくない」と語っている。

## 詳細情報

### 年度別投手成績
| 年 度     | 球 団     | 登 板 | 先 発 | 完 投 | 完 封 | 無 四 球 | 勝 利 | 敗 戦 | セ 丨 ブ | ホ 丨 ル ド | 勝 率 | 打 者 | 投 球 回 | 被 安 打 | 被 本 塁 打 | 与 四 球 | 敬 遠 | 与 死 球 | 奪 三 振 | 暴 投 | ボ 丨 ク | 失 点 | 自 責 点 | 防 御 率 | W H I P |
| --------- | --------- | ----- | ----- | ----- | ----- | -------- | ----- | ----- | -------- | ----------- | ----- | ----- | -------- | -------- | ----------- | -------- | ----- | -------- | -------- | ----- | -------- | ----- | -------- | -------- | ------- |
| 2016      | 広島      | 23    | 0     | 0     | 0     | 0        | 2     | 0     | 0        | 1           | 1.000 | 105   | 22.2     | 32       | 3           | 7        | 0     | 1        | 13       | 0     | 0        | 17    | 16       | 6.35     | 1.72    |
| 2017      | 広島      | 2     | 0     | 0     | 0     | 0        | 0     | 0     | 0        | 0           | ---   | 6     | 1.2      | 1        | 0           | 0        | 0     | 0        | 0        | 0     | 0        | 1     | 1        | 5.40     | 0.60    |
| 通算：2年 | 通算：2年 | 25    | 0     | 0     | 0     | 0        | 2     | 0     | 0        | 1           | 1.000 | 111   | 24.1     | 33       | 3           | 7        | 0     | 1        | 13       | 0     | 0        | 18    | 17       | 6.29     | 1.64    |

- 2023年度シーズン終了時

### 記録
初記録
投手記録
- 初登板：2016年3月25日、対横浜DeNAベイスターズ1回戦（MAZDA Zoom-Zoom スタジアム広島）、9回表に3番手で救援登板、2/3回無失点
- 初勝利：2016年3月27日、対横浜DeNAベイスターズ3回戦（MAZDA Zoom-Zoom スタジアム広島）、7回表に2番手で救援登板、1回無失点
- 初奪三振：2016年4月9日、対阪神タイガース2回戦（阪神甲子園球場）、7回裏に福留孝介から空振り三振

打撃記録
- 初打席：2016年4月22日、対阪神タイガース4回戦（MAZDA Zoom-Zoom スタジアム広島）、4回裏にランディ・メッセンジャーからスリーバント失敗[20]

### 背番号
- 57（2016年 - 2018年）

### 登録名
- 仲尾次 オスカル（なかおし オスカル、2016年 - 同年3月28日）
- オスカル（2016年3月29日 - 2018年）